# RES Couvin-Mariembourg-Fraire
RES Couvin-Mariembourg-Fraire is een Belgische voetbalclub uit Couvin en deelgemeente Mariembourg. De club is aangesloten bij de KBVB met stamnummer 248 en heeft blauw en wit als clubkleuren. De club speelde tot het eind van de 20ste eeuw in de provinciale reeksen, maar klom toen voor het eerst op naar de nationale reeksen.
Een bekende oud-voorzitter van Couvin-Mariembourg is Gérard Linard, die in 2017 voorzitter werd van de Koninklijke Belgische Voetbalbond.

## Geschiedenis
Op 15 juni 1922 werd Football Club Avenir Couvinois gesticht. De club sloot zich later dat jaar aan bij de Belgisch Voetbalbond en kreeg bij de invoering van de stamnummer in 1926 het stamnummer 248 toegekend.
In 1956 wijzigde de naam naar Royal Football Club Avenir Couvinois, daar de koninklijke titel werd toegekend aan de club. In Mariembourg, deelgemeente van Couvin, werd dat jaar Etoile Sportive Mariembourgeoise gesticht, dat aansloot bij de KBVB en stamnummer 5984 kreeg. Ook deze club bleef in de provinciale reeksen spelen
Beide clubs fuseerden op 1 juli 1992 tot Royal Entente Sportive Couvin-Mariembourg. De club behield stamnummer 248 van de oudste club.
In 1999 bereikte de club dan voor het eerste de nationale reeksen. Het verblijf in de nationale Vierde Klasse bleef echter beperkt tot één seizoen. Couvin-Mariembourg werd voorlaatste, en zakte weer.
In 2002 promoveerde club opnieuw naar de nationale Vierde Klasse. Ditmaal kon de club zich er wel vlot handhaven als subtopper. In 2004/05, het derde seizoen in Vierde, eindigde men vierde en haalde men voor het eerst een plaats in de promotie-eindronde. In de eerste ronde was Rupel Boom FC daar echter te sterk. De volgende jaren bleef RESCM met wisselende resultaten in Vierde Klasse.
In 2009 degradeerde de club weer naar Eerste Provinciale en zou de volgende seizoenen in de lift zitten tussen de nationale en provinciale reeksen. Na een seizoen werd men immers al kampioen in Eerste Provinciale, waardoor men in 2010 weer terugkeerde in Vierde Klasse, maar in 2011 volgde opnieuw de degradatie. Ditmaal bleef men een seizoen langer in de provinciale reeksen, tot men in 2013 de interprovinciale eindronde behaalde, waar men de finale won tegen Gosselies Sports en zo nog eens naar Vierde Klasse promoveerde. In 2019 slokte men Fraire op zodat ze het volgende seizoen kon starten men een B-ploeg in 3de provinciale Namen.
Ne seizoen 2024/25 besliste de club voor volgend seizoen geen A-ploeg meer op te stellen wegens financiële problemen.

## Resultaten
| Seizoen | Klasse | Klasse | Klasse | Klasse | Klasse | Klasse | Klasse | Klasse | Klasse | Reeks                                                    | Punten                                                   | Opmerkingen                                              |
|         | I      | I      | II     | III    | IV     | P.I    | P.II   | P.III  | P.IV   |                                                          |                                                          |                                                          |
| ------- | ------ | ------ | ------ | ------ | ------ | ------ | ------ | ------ | ------ | -------------------------------------------------------- | -------------------------------------------------------- | -------------------------------------------------------- |
| 2005/06 |        |        |        |        | 11     |        |        |        |        | Vierde klasse D                                          | 34                                                       |                                                          |
| 2006/07 |        |        |        |        | 5      |        |        |        |        | Vierde klasse D                                          | 44                                                       |                                                          |
| 2007/08 |        |        |        |        | 6      |        |        |        |        | Vierde klasse D                                          | 49                                                       |                                                          |
| 2008/09 |        |        |        |        | 14     |        |        |        |        | Vierde klasse A                                          | 31                                                       |                                                          |
| 2009/10 |        |        |        |        |        | 1      |        |        |        | Eerste prov. Namen                                       | 68                                                       |                                                          |
| 2010/11 |        |        |        |        | 14     |        |        |        |        | Vierde klasse D                                          | 28                                                       |                                                          |
| 2011/12 |        |        |        |        |        | 2      |        |        |        | Eerste prov. Namen                                       | 71                                                       |                                                          |
| 2012/13 |        |        |        |        |        | 2      |        |        |        | Eerste prov. Namen                                       | 67                                                       |                                                          |
| 2013/14 |        |        |        |        | 7      |        |        |        |        | Vierde klasse D                                          | 44                                                       |                                                          |
| 2014/15 |        |        |        |        | 9      |        |        |        |        | Vierde klasse D                                          | 43                                                       |                                                          |
| 2015/16 |        |        |        |        | 4      |        |        |        |        | Vierde klasse D                                          | 58                                                       |                                                          |
|         | 1A     | 1B     | 1Am    | 2Am    | 3Am    | P.I    | P.II   | P.III  | P.IV   | Vanaf 2016-17 zijn er 3 nationale en 2 regionale niveaus | Vanaf 2016-17 zijn er 3 nationale en 2 regionale niveaus | Vanaf 2016-17 zijn er 3 nationale en 2 regionale niveaus |
| 2016/17 |        |        |        | 13     |        |        |        |        |        | Tweede klasse Am.                                        | 33                                                       |                                                          |
| 2017/18 |        |        |        |        | 5      |        |        |        |        | Derde klasse Am.                                         | 54                                                       |                                                          |
| 2018/19 |        |        |        | 10     |        |        |        |        |        | Tweede klasse Am.                                        | 38                                                       |                                                          |
| 2019/20 |        |        |        | 12     |        |        |        |        |        | Tweede klasse Am.                                        | 26                                                       |                                                          |
| 2020/21 |        |        |        | -      |        |        |        |        |        | Tweede afdeling ACFF                                     | -                                                        | Geen competitie door Covid-19                            |
| 2021/22 |        |        |        |        | 14     |        |        |        |        | Tweede afdeling ACFF                                     | 24                                                       | Degradatie                                               |
| 2022/23 |        |        |        |        | 13     |        |        |        |        | Derde afdeling ACFF A                                    | 31                                                       |                                                          |
| 2023/24 |        |        |        |        | 16     |        |        |        |        | Derde afdeling ACFF A                                    | 0                                                        | Algemeen forfait                                         |
| 2024/25 |        |        |        |        |        | 12     |        |        |        | Eerste prov. Namen                                       | 29                                                       |                                                          |
| 2025/26 |        |        |        |        |        |        |        |        |        |                                                          |                                                          | Geen A-ploeg meer in competitie                          |

## Bekende (oud-)spelers
- Izzet Akgül
- Damien Lahaye
- Ricardo Magro
- Nadir Sbaa
- Maxime Vandermeulen